# Aulikki Rautawaara
Terttu Aulikki Rautawaara, född 2 maj 1906 i Vasa, död 29 december 1990 i Helsingfors, var  en finländsk sångerska (sopran). Hon är mest känd som tolkare av Jean Sibelius och Wolfgang Amadeus Mozart.

## Biografi
Rautawaara var dotter till musikdirektören Gustav Wäinö Rautavaara, ursprungligen Jernberg, och Wenny Johanna von Essen. Hon var gift tre gånger; första gången med militären och journalisten Reino Palmroth, mellan 1934 och 1954 med godsägaren Gunnar Fredrik Aminoff samt mellan 1954 och 1956 med kompositören Erik Bergman. Hennes bror var cellisten vid Helsingfors teaterorkester och Radions symfoniorkester, Pentti Rautawaara. Rautawaaras far var bror till operasångaren Eino Rautavaara.
Föräldrarna bedrev en musikskola i Vasa och Rautawaara studerade som barn piano; först för modern och sedan för Kosti Vehanen. En skada i handen tvingade henne att sluta spela och i stället satsa på sången. Inledningsvis undervisades hon av fadern, men när familjen 1918 flyttade till Helsingfors kunde hon inskrivas vid konservatoriet, där hon studerade 1922–1925. Hon tog också sånglektioner hos Alexandra Ahnger. Då föräldrarna var måna om att barnen skulle lära sig kroppsarbete fick Rautawaara om somrarna vistas på en bondgård i Filpula där hon mjölkade kor och deltog i högbärgning.
1926 och 1930 företog Rautawaara studieresor till Danmark för att studera under ledning av Signe Liljequist. Debutkonserten, vilken ägde rum 1927 med Tapani Hannikainen som ackompanjatör, fick mycket goda recensioner och genom Armas Järnefelt fick hon engagemang vid Nationaloperan för perioden 1932–1933. Särskilt omtyckt blev hon i Oskar Merikantos operor och Johann Strauss operetter. 1933 begav hon sig på en studieresa till Tyskland och läste i Berlin för Olga Eisner. I Tyskland fick hon samma år kontrakt hos grammofonbolaget Telefunken, vilket varade i tio år. Inspelningarna gjordes med stycken av Sibelius och andra klassiska operetter. Hon återkom till Tyskland 1937 i och med festspelen i Salzburg och uppträdde i Mozarts operor. Därvid inledde hon ett långt och framgångsrik samarbete med kapellmästare Bruno Walter.
Varje år mellan 1934 och 1939 deltog Rautawaara i Glyndebourne Festival Opera. Till hennes främsta och mest prisade prestationer där hörde rollen som grevinnan i Mozarts Figaros bröllop. Tiden i Salzburg och åren vid Glyndebourne Festival Opera betraktade Rautawaara som höjdpunkten i sin karriär. Rautawaara TV-debuterade i London 1936 och hade mellan 1936 och 1937 kontrakt hos filmbolaget Gaumont-British. Sina första filmroller hade hon fått redan i Berlin 1934. Rautawaara uppträdde vid Edinburgh Festival Fringe 1950 och ruinspelen i Visby 1946–1951. Flitig som konsertsångerska besökte hon nästan alla europeiska länder och gästspelade på operorna i Cannes, Bryssel, Wien och Amsterdam.
Mellan 1948 och 1951 hade hon kontrakt hos His Master's Voice, men hade dessförinnan gjort grammofoninspelningar med schlagermusik under pseudonymen Terttu Raija. Efter den aktiva karriären var Rautawaara verksam som sångpedagog i Helsingfors. Rautawaara lovordades för sin inlevelse och tolkningar av romanslyrik. Jean Sibelius, genom vars verk Rautawaara nådde berömdhet, värdesatte hennes utföranden och tillägnade Hymn to Thais till henne. Han inbjöd också Rautawaara att uppträda för honom i Ainola. En annan av hennes beundrare var marskalk Gustaf Mannerheim, som Rautawaara också fick tillfälle att träffa. 1975 belönades Rautawaara med Finska kulturfondens erkännandepris.